# Kaiu
Kaiu (deutsch: Kay) war eine Landgemeinde im estnischen Kreis Rapla mit einer Fläche von 261 km². Sie hatte 1630 Einwohner (2005). Kaiu lag ca. 60 km von Tallinn und 25 km von Rapla entfernt.
Kaiu wurde 1241 erstmals urkundlich erwähnt und gehörte bis 1561 dem Frauenkloster der Zisterzienser von Tallinn. Neben dem Hauptort Kaiu gehörten zur Landgemeinde heute die Dörfer Kuimetsa, Karitsa, Kasvandu, Oblu, Põlliku, Suurekivi, Tamsi, Tolla, Toomja, Vahastu, Vana-Kaiu und Vaopere.